# Wierzbno (województwo opolskie)
Wierzbno – wieś w Polsce, położona w województwie opolskim, w powiecie nyskim, w gminie Otmuchów.
Do sołectwa Wierzbno należy przysiółek Zwierzyniec poprzednio występujący w oficjalnych ewidencjach jako Zwierzętnik, co nie było akceptowane przez miejscową ludność.
W latach 1975–1998 miejscowość należała administracyjnie do województwa opolskiego.
| SIMC    | Nazwa       | Rodzaj     |
| ------- | ----------- | ---------- |
| 0501021 | Zwierzyniec | przysiółek |

## Zabytki
Do wojewódzkiego rejestru zabytków wpisany jest położony w przysiółku Zwierzyniec:
- zespół pałacyku myśliwskiego:
  - Pałac myśliwski w Wierzbnie, z l. 1713-1714
  - park, z poł. XIX w.